# Murtonen (sjö i Jockas, Södra Savolax)
Murtonen är en sjö i kommunen Jockas i landskapet Södra Savolax i Finland. Sjön ligger 114,5 meter över havet. Arean är 93 hektar och strandlinjen är 6,21 kilometer lång. Sjön  ingår i Vuoksens huvudavrinningsområde.   Den ligger omkring 33 kilometer nordöst om S:t Michel och omkring 240 kilometer nordöst om Helsingfors. 
I sjön finns öarna Kesamonsaari och Pienisaari. 